# Synagoge (Kuldīga)

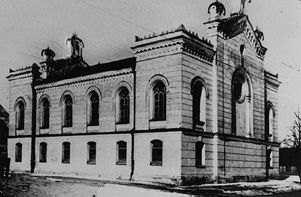
Synagoge in Kuldīga, Anfang des 20. Jahrhunderts

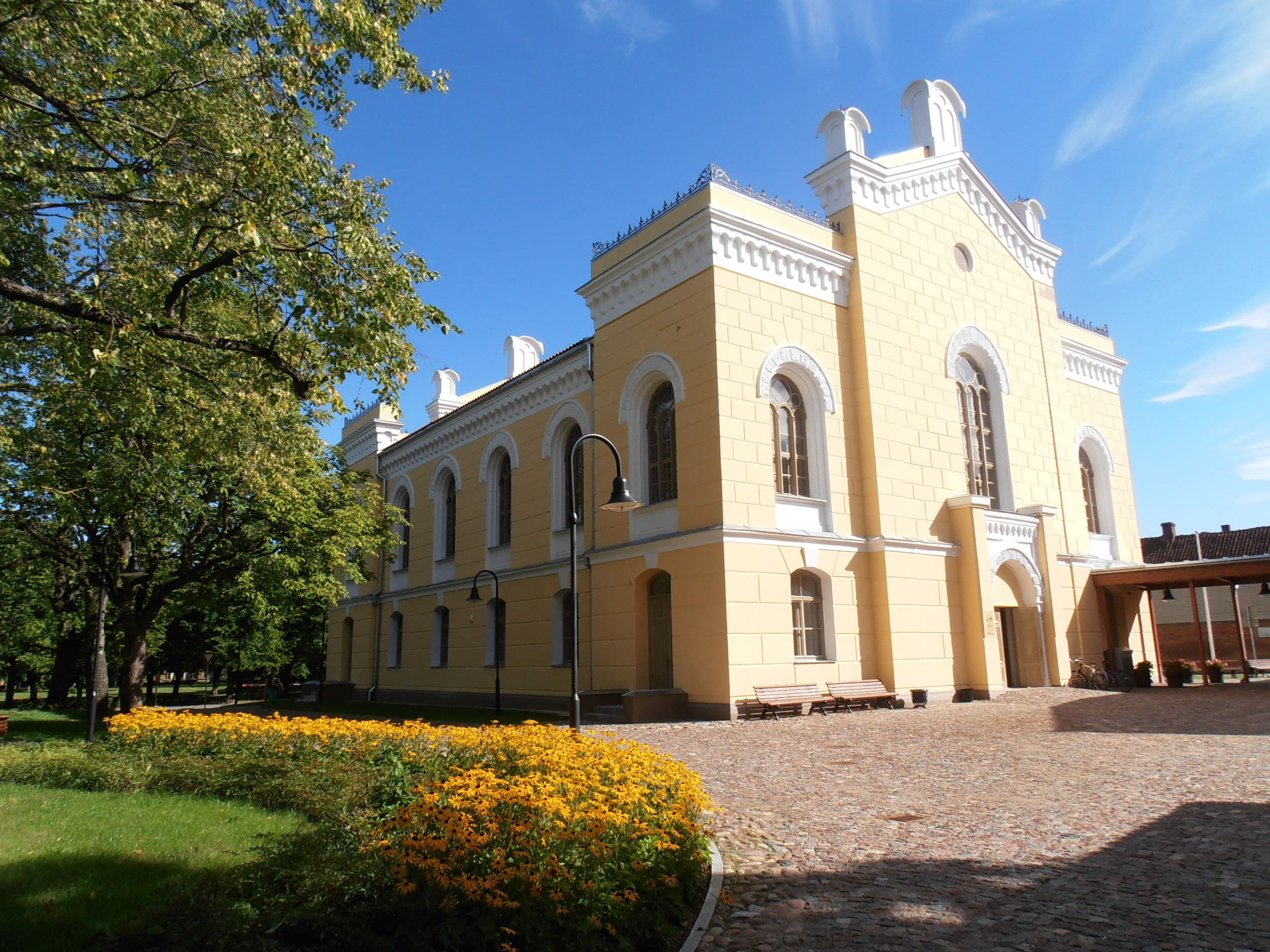
Das Synagogengebäude nach der Renovierung

Die Synagoge in Kuldīga (deutsch Goldingen), einer Stadt im Westen Lettlands, wurde 1875/76 errichtet. Die profanierte Synagoge hat die Adresse 1905 gada, 6.
Durch den Überfall auf die Sowjetunion vom 22. Juni 1941 kam das gesamte Gebiet Lettlands bis zum 8. Juli 1941 in den Machtbereich des nationalsozialistischen Deutschlands. Damit begann die Vernichtung fast der kompletten dort ansässigen jüdischen Bevölkerung.
Das Synagogengebäude wurde nach dem Zweiten Weltkrieg als Lagerhaus genutzt und 1958 zu einem Kino umgebaut. Die ehemalige Synagoge wurde in den letzten Jahren renoviert und darin die Stadtbibliothek eingerichtet.